# Улица Обороны (Павловск)

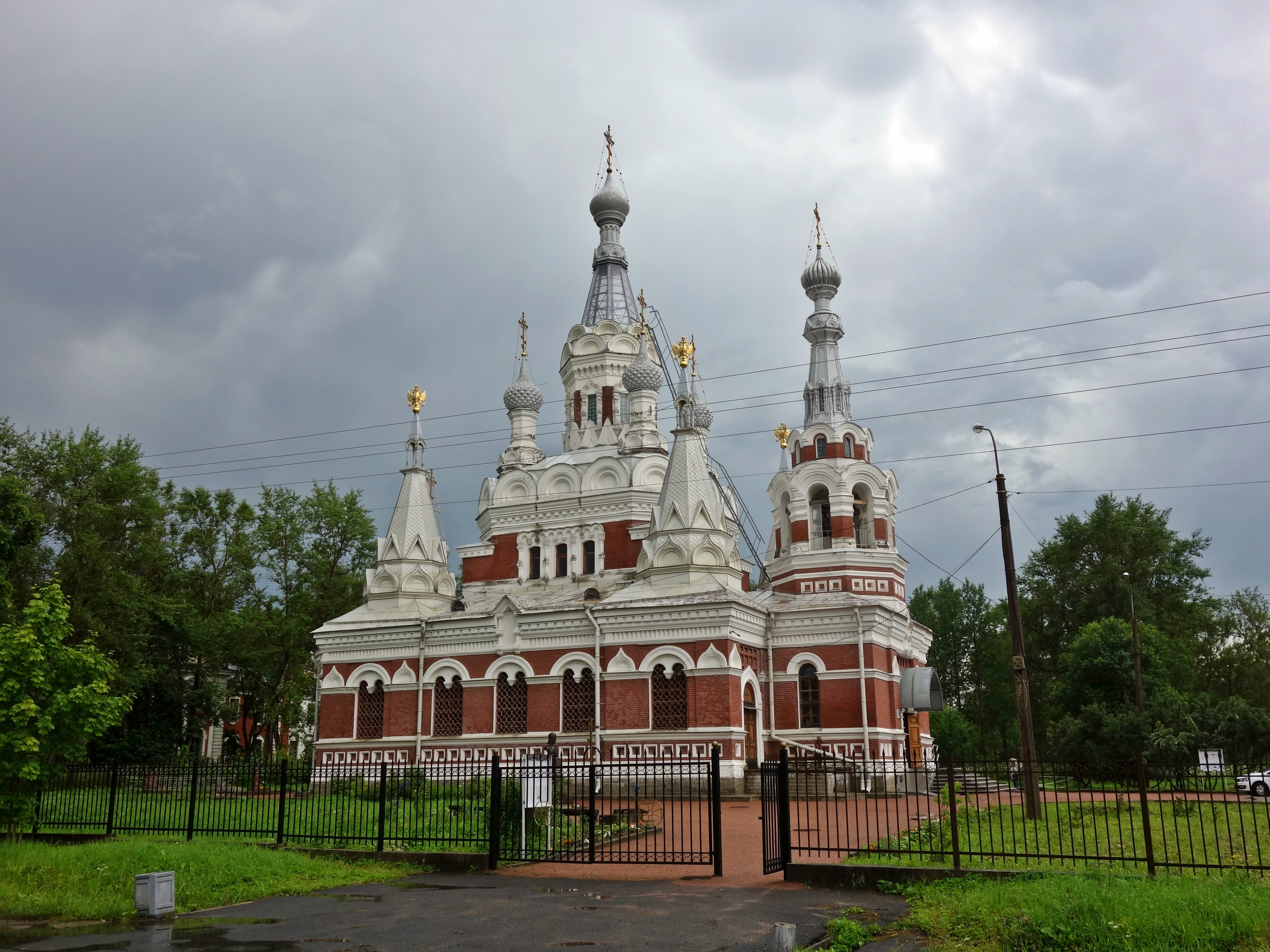
Собор Николая Чудотворца, вид с улицы Обороны

Улица Оборо́ны — улица в городе Павловске (Пушкинский район Санкт-Петербурга). Проходит от Комсомольского переулка за Пограничную Фёдоровскую дорогу. В реальности улицы начинается между Комсомольским переулком и Красногвардейской улицей, продолжая Мариинскую улицу. На юго-восток продолжается 1,3-километровой безымянной дорогой в садоводство «Павловское-2».
Первоначальное название — проспект Уче́бной Пло́щади — появилось в 1780-х годах. Связано оно с тем, что по правой стороне улицы находился плац для военных смотров и учений квартировавших в Павловске полков.
В 1850-х годах участок от Комсомольского переулка до улицы Красного Курсанта вошёл в состав улицы по Солдатской Слободе (с 1870-х — Солдатской). Примерно в 1918 году Солдатскую улицу разделили на две — улицу Красного Курсанта и улицу Обороны; они разделены прямым углом перед церковью Святого Николая (Артиллерийская улица, 2). Современный топоним связан с военным окружением улицы.
Другой участок, от улицы Красного Курсанта до конца, с 1850-х годов оставался улицей Учебной Площади, с 1870-х стал Учебной улицей. Примерно в 1952 году Учебная улица вошла в состав улицы Обороны.

## Достопримечательности
- Собор Николая Чудотворца (у пересечения с Артиллерийской улицей)
- Комплекс бывших казарм и служб лейб-гвардии Сводно-Казачьего полка (улица Обороны, дом № 1-б с литерами)

## Перекрёстки
- Мариинская улица
- Красногвардейская улица
- Артиллерийская улица
- улица Красного Курсанта / Пушкинская улица
- улица Декабристов
- улица Чернышевского